# Southwest (Pensilvania)
Southwest es un área no incorporada ubicada en el condado de Westmoreland en el estado estadounidense de Pensilvania.

## Geografía
Southwest se encuentra ubicada en las coordenadas 40°11′56″N 79°31′15″O / 40.19889, -79.52083.